# Tatjana Panowa
Tatjana Panowa (ur. 13 sierpnia 1976 w Moskwie) – rosyjska tenisistka.
W 1992 roku rozegrała swoje pierwsze turnieje w rozgrywkach cyklu ITF, z czego jeden wygrała. Dwa lata później wygrała aż cztery turnieje w grze singlowej w ciągu jednego roku. W sumie odniosła sześć zwycięstw w grze singlowej w turniejach tej rangi. W 1994 roku zadebiutowała także w rozgrywkach cyklu WTA, na turnieju w Moskwie. Pomimo że nie odniosła żadnych zwycięstw rozgrywkach WTA, to zapisała się w historii tenisa kilkoma efektownymi zwycięstwami nad zawodniczkami z pierwszej dwudziestki a nawet dziesiątki światowego rankingu. Pokonała między innymi takie zawodniczki jak: Amanda Coetzer, Brenda Schultz-McCarthy, Lisa Raymond, Nathalie Tauziat, Jelena Diemientjewa, Arantxa Sánchez Vicario czy Jennifer Capriati. W efekcie, we wrześniu 2002 roku, osiągnęła 20. miejsce światowego rankingu WTA w grze singlowej i było to jej najwyższe miejsce w karierze.
W rozgrywkach wielkoszlemowych brała udział we wszystkich turniejach, w każdym z nich dochodząc kilkakrotnie do trzeciej rundy.
Była także mocnym punktem w reprezentacji kraju w rozgrywkach Pucharu Federacji, wygrywając dwanaście spośród piętnastu meczów, które rozegrała.

## Finały turniejów WTA
| Legenda                | Legenda |
| ---------------------- | ------- |
| Wielki Szlem           |         |
| Igrzyska olimpijskie   |         |
| WTA Tour Championships |         |
| 1988 – 2008            |         |
| Kategoria I            |         |
| Kategoria II           |         |
| Kategoria III          |         |
| Kategoria IV           |         |
| Kategoria V            |         |

### Gra pojedyncza
| Końcowy wynik | Nr | Data              | Turniej  | Nawierzchnia | Przeciwniczka  | Wynik finału |
| ------------- | -- | ----------------- | -------- | ------------ | -------------- | ------------ |
| Finalistka    | 1. | 19 listopada 2000 | Pattaya  | Twarda       | Anne Kremer    | 1:6. 4:6     |
| Finalistka    | 2. | 6 stycznia 2002   | Auckland | Twarda       | Anna Smasznowa | 2:6, 2:6     |
| Finalistka    | 3. | 7 kwietnia 2002   | Sarasota | Ceglana      | Jelena Dokić   | 2:6, 2:6     |

### Gra podwójna
| Końcowy wynik | Nr | Data             | Turniej | Nawierzchnia | Partnerka        | Przeciwniczki                | Wynik finału |
| ------------- | -- | ---------------- | ------- | ------------ | ---------------- | ---------------------------- | ------------ |
| Finalistka    | 1. | 4 listopada 2002 | Pattaya | Twarda       | Lina Krasnorucka | Kelly Liggan Renata Voráčová | 5:7, 6:7(7)  |

## Wygrane turnieje rangi ITF
| turnieje z pulą nagród 100 000 $ |
| turnieje z pulą nagród 75 000 $  |
| turnieje z pulą nagród 50 000 $  |
| turnieje z pulą nagród 25 000 $  |
| turnieje z pulą nagród 15 000 $  |
| turnieje z pulą nagród 10 000 $  |

### Gra pojedyncza
|    | Data       | Turniej           | Kat. | ($)    | Naw.      | Finalistka              | Wynik         |
| 1. | 26/10/1992 | Szawle            | ITF  | 10 000 | ziemna    | Natalia Bileckaja       | 6:2, 3:6, 6:1 |
| 2. | 10/01/1994 | Mission           | ITF  | 10 000 | twarda    | Ania Bleszynski         | 6:1, 6:1      |
| 3. | 04/07/1994 | Felixstowe        | ITF  | 10 000 | trawiasta | Magüi Serna             | 5:7, 6:3, 6:3 |
| 4. | 18/07/1994 | Rheda-Wiedenbrück | ITF  | 25 000 | ziemna    | Linda Niemant Sverdriet | 6:0, 6:3      |
| 5. | 29/08/1994 | Stambuł           | ITF  | 25 000 | twarda    | Noelia Perez-Penate     | 6:2, 6:2      |
| 6. | 08/09/1997 | Samara            | ITF  | 50 000 | dywanowa  | Lenka Cenkova           | 6:0, 6:2      |